# Fabio Albinelli
Fabio Albinelli (Modena, 21 agosto 1961) è un ex calciatore italiano, di ruolo difensore.

## Carriera
Ha giocato una stagione in Serie A con la maglia del Bologna, totalizzando 9 presenze in massima serie (debuttando in occasione di Juventus-Bologna 1-1) e una in Coppa Italia.
Successivamente ha giocato in Serie C con Alessandria e Parma, prima di scendere fra i dilettanti del Carpi con cui ha chiuso la carriera agonistica.